# أمير ليختنشتاين
ملكية ليختنشتاين هي الشكل الدستوري للحكم الذي يحكم بموجبه أمير وراثي كرئيس لدولة ليختنشتاين. الملك الحالي هو الأمير هانز آدم الثاني. يعود أصل بيت ليختنشتاين، الذي سميت الإمارة السيادية باسمه في عام 1719، إلى قلعة ليختنشتاين في النمسا السفلى، والتي امتلكتها العائلة من منتصف القرن الثاني عشر إلى القرن الثالث عشر، ومن عام 1807 فصاعدًا هي الملكية الأوروبية الوحيدة المتبقية التي تمارس نظام البكورية الصارم.

## تاريخ
على مر القرون، استحوذت السلالة على مساحات شاسعة من الأراضي، وخاصة في مورافيا ، والنمسا السفلى ، وسيليزيا ، وستيريا ، على الرغم من أنه في جميع الحالات، كانت هذه الأراضي خاضعة لإقطاعيات تحت إمرة أمراء إقطاعيين آخرين أكثر خبرة، وخاصة تحت سلالات مختلفة من عائلة هابسبورغ، والتي خدم العديد من أمراء ليختنشتاين كمستشارين مقربين لهم.
على الرغم من عدم امتلاكها أي أراضي تابعة مباشرة للتاج الإمبراطوري، فإن عائلة ليختنشتاين، على الرغم من كونها نبيلة، لم تكن مؤهلة للحصول على مقعد في مجلس الإمبراطورية الرومانية المقدسة. من خلال الشراء في عامي 1699 و1712 من كونتات والدبورغ-زيل-هوهينيمز، على التوالي، من لوردية شيلينبيرج الصغيرة ومقاطعة فادوز ، استحوذت ليختنشتاين على أراضٍ مباشرة داخل الإمبراطورية الرومانية المقدسة مما جعلها مؤهلة للترقية إلى البرلمان الإمبراطوري. وبناءً على ذلك، في 23 يناير/كانون الثاني 1719، أصدر الإمبراطور تشارلز السادس مرسومًا يقضي بتوحيد فادوتس وشيلينبيرج ورفع مكانتهما إلى إمارة تحت اسم "ليختنشتاين" لـ "خادمه المخلص أنطون فلوريان من ليختنشتاين".
على الرغم من أن العائلة استمرت في امتلاك أراضٍ أكبر في أجزاء مختلفة من أوروبا الوسطى والشرقية، إلا أنه بفضل وضع ليختنشتاين كعقار إمبراطورية ، أصبحت عائلة الحاشية النمساوية النبيلة الأثرياء سلالة من الأمراء الإمبراطوريين، واستمرت في الإقامة في العاصمة الإمبراطورية فيينا أو في عقاراتهم الأكبر في أماكن أخرى، ولم يقيموا بشكل دائم في إمارتهم لأكثر من 300 عام، وانتقلوا إلى مملكتهم الألبية فقط في عام 1938، بعد حل كل من الإمبراطورية الرومانية المقدسة والنمسا والمجر .

## صلاحياته
يتمتع أمير ليختنشتاين بصلاحيات واسعة، تشمل تعيين القضاة، وإقالة الوزراء أو الحكومة، وحق النقض، والدعوة إلى الاستفتاءات. كان استفتاء عام 2003 عبارة عن اقتراح قدمه الأمير هانز آدم الثاني لمراجعة أجزاء من الدستور، من ناحية توسيع سلطة الملك بسلطة الاعتراض على التشريعات، ومن ناحية أخرى تأمين للمواطنين خيار إلغاء النظام الملكي بالتصويت في أي وقت دون الخضوع لحق النقض الأميري. وتم الاعتراف في الوقت نفسه بحق الأبرشيات التي تشكل الإمارة في الانفصال.
كان الأمير هانز آدم الثاني قد حذر من أنه وعائلته سوف ينتقلون إلى النمسا إذا تم رفض الاستفتاء. وعلى الرغم من معارضة ماريو فريك، رئيس وزراء ليختنشتاين الأسبق، فقد وافق الناخبون على الاستفتاء في عام 2003. واتهم المعارضون هانز آدم بالانخراط في ابتزاز عاطفي لتحقيق هدفه، ووصف خبراء دستوريون من مجلس أوروبا الحدث بأنه خطوة رجعية. في استفتاء عام 2012، رفض 76% من الناخبين اقتراحًا بإلغاء سلطات النقض الجديدة التي يتمتع بها الأمير. في 15 أغسطس 2004، فوض الأمير هانز آدم الثاني رسميًا معظم سلطاته السيادية ( الوصاية ) إلى ابنه وولي العهد، الأمير الوراثي ألويس، كوسيلة للانتقال إلى جيل جديد. رسميًا، يظل هانز آدم رئيسًا للدولة.

## تعويض
يحصل الأمير على راتب غير خاضع للضريبة قدره 250 ألف فرنك سويسري ( 234,000 يورو أو 252,000 دولار أمريكي.

## خلافة
تتبع خلافة عرش ليختنشتاين نظام البكورية الأبوية، كما هو منصوص عليه في قانون الأسرة منذ عام 1606.

## العناوين
وفقًا لقانونهم المنزلي، يحمل الملك الألقاب التالية:
- الأمير الحاكم في ليختنشتاين.
- دوق تروباو وياغيرندورف.
- كونت ريتبيرج.
- حاكم بيت ليختنشتاين.

## المعيار الأميري

العلم الشخصي الحالي لأمير ليختنشتاين، الذي تم اعتماده في عام 1982.
العلم الشخصي لأمير ليختنشتاين من عام 1957 حتى عام 1982.
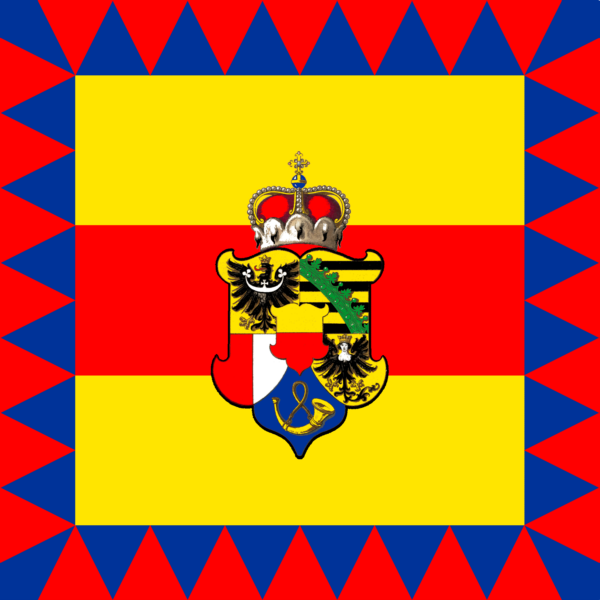
العلم الأميري السابق كما ظهر في عام 1912.